# Heinrichsdorf (Issigau)
Heinrichsdorf ist ein Gemeindeteil der Gemeinde Issigau im Landkreis Hof (Oberfranken, Bayern). Heinrichsdorf liegt in der Gemarkung Issigau.

## Geografie
Die Einöde liegt auf einem Höhenrücken des Frankenwalds. Eine Gemeindeverbindungsstraße führt nach Marxgrün zur Staatsstraße 2195 (1,4 km südwestlich) bzw. nach Issigau zur Staatsstraße 2198 (1,7 km nordöstlich). Ein Wirtschaftsweg führt nach Saarhaus (0,4 km nordwestlich).

## Geschichte
Gegen Ende des 18. Jahrhunderts bestand Heinrichsdorf aus drei Anwesen (1 Wohnhaus, 2 Tropfhäuser). Die Hochgerichtsbarkeit  hatten das Rittergut Issigau und das Rittergut Reitzenstein gemeinsam inne. Das Rittergut Issigau war Grundherr sämtlicher Anwesen.
Von 1797 bis 1810 unterstand Heinrichsdorf dem Justiz- und Kammeramt Hof. Infolge des Ersten Gemeindeedikts wurde Heinrichsdorf dem 1812 gebildeten Steuerdistrikt Issigau und der zugleich entstandenen Ruralgemeinde Issigau zugewiesen.

### Einwohnerentwicklung
| Jahr      | 1819  | 1861  | 1871   | 1885   | 1900   | 1925   | 1950   | 1961   | 1970   | 1987  |
| Einwohner | 12    | 15    | 14     | 17     | 13     | 17     | 15     | 13     | 13     | 17    |
| Häuser    |       |       |        | 3      | 3      | 3      | 3      | 3      |        | 2     |
| Quelle    | [ 6 ] | [ 9 ] | [ 10 ] | [ 11 ] | [ 12 ] | [ 13 ] | [ 14 ] | [ 15 ] | [ 16 ] | [ 1 ] |

## Religion
Heinrichsdorf ist evangelisch-lutherisch geprägt und bis heute nach St. Simon und Judas (Issigau) gepfarrt.